# Kometa Machholza
Kometa Machholza (nazwa katalogowa C/2004 Q2) – kometa długookresowa, odkryta 27 sierpnia 2004 roku przez Donalda Machholza.

## Orbita komety
Kometa Machholza porusza się po orbicie w kształcie bardzo wydłużonej elipsy o mimośrodzie 0,99949. Peryhelium znajduje się w odległości 1,2 j.a. od Słońca, a aphelium 4805 j.a. od niego. Na jeden obieg wokół Słońca potrzebuje około 117 822 lat, nachylenie jej orbity do ekliptyki wynosi 38,59˚.
10 stycznia 2005 roku kometa znajdowała się najbliżej Ziemi i można było zobaczyć ją gołym okiem (osiągnęła jasność ok. 3,5m).